# Bureau Veritas
Bureau Veritas är ett globalt företag med fler än 47 000 anställda i mer än 140 länder inom certifiering, inspektion, rådgivning, bedömning, teknisk kontroll, provning och besiktning. 
Bureau Veritas grundades 1828 i Antwerpen för att verka inom skeppsklassning, 1832 flyttade man sitt kontor till Paris, där sedan huvudkontoret blivit kvar. Registre Veritas utgavs första gången 1829. 1851 utkom det första klassificeringsreglementet för träfartyg, 1858 det första för järnfartyg 1863. Deras General list of merchant shipping, omfattande alla fartyg över 100 brutto registerton utkom första gången 1870. Bureau Veritas upptog 1913 även provning av material, som ej användes vid skeppsbygg. 1922 uppdrog franska regeringen åt Bureau Veritas den tekniska inspektionen av civila flygmaskiner och luftskepp. Deras första aeronautiska register utkom 1923.
Idag har Bureau Veritas heltäckande tjänster inom conformity assessment.
I Sverige har Bureau Veritas funnits sedan 1858 och har sitt huvudkontor i Göteborg och hanterar svenska kunder med tjänster inom Sverige eller internationellt. Förste chef för den svenska verksamheten var Johan Edvard Gadelius.
Andra företag som liknar Bureau Veritas i tjänster och områden är: DEKRA Industrial, Force, Inspecta, SWECO, SGS och SP.